# Снарк Уоткинса
В теории графов снарк Уоткинса — снарк с 50 вершинами и 75 рёбрами. Открыт Джоном Д. Уоткинсом в 1989 году.
Будучи снарком, граф Уоткинса является связным кубическим графом без мостов с хроматическим индексом 4. Снарк Уоткинса не планарен и не гамильтонов.
Другой хорошо известный снарк с 50 вершинами — это Снарк Секереша, пятый известный снарк. Этот снарк найден Секерешем в 1973 году.

## Галерея

хроматическое число снарка Уоткинса равно 3.
хроматический индекс снарка Уоткинса равен 4.